# Volevo i pantaloni (film)
Volevo i pantaloni è un film drammatico del 1990, diretto da Maurizio Ponzi e  prodotto da Mario e Vittorio Cecchi Gori.
Il film è adattato fedelmente sull'omonimo romanzo di Lara Cardella dell'anno precedente, e ha come protagonista Giulia Fossà.

## Trama
Anna de Domenico è una ragazza siciliana che frequenta il liceo classico e vive con i genitori e il fratello in una modesta abitazione di una zona rurale della Sicilia. Anna soffre per la poca libertà concessale dai genitori, conformi alla mentalità comune del luogo, molto maschilista e ottusa, che impone alle donne di non mostrare alcun comportamento emancipato, pena il giudizio di essere delle poco di buono. Un'amica più libera nei costumi la invita a una festa, durante la quale Anna conosce un ragazzo che subito le piace. Decide di vederlo all'insaputa dei genitori, ma quando viene scoperta per punizione viene chiusa in casa e ritirata da scuola, e a causa delle dicerie che in paese già fioccano sul suo conto viene mandata a vivere a casa della zia paterna. Qui Anna non si trova bene per via delle pregresse molestie da parte dello zio che in occasione dell'assenza della moglie la aggredisce e tenta di violentarla. Allora Anna decide di reagire e denuncia lo zio, e accetta un matrimonio riparatore per non dover tornare a casa dai suoi genitori. Non le rimane che sperare di dare a sua figlia un futuro più libero, più felice, meno schiavo di pregiudizi e tabù.